# Ngã Bảy
Pour les articles homonymes, voir Nga.
Ngã Bảy est une ville de la province de Hậu Giang, dans le delta du Mékong au Viêt Nam.
La ville a une population de 61 024 habitants, une superficie de 78,94 km2, la densité est de 1 125 hab./km2.
Les coordonnées géographiques sont 9° 48′ N, 105° 49′ E.
La ville est située sur la route nationale 1A à 30 km de Cần Thơ, et à 40 km de Vị Thanh.